# Robert Van Lancker
Robert Van Lancker (ur. 11 grudnia 1947 w Grâce-Berleur) – belgijski kolarz torowy i szosowy, brązowy medalista olimpijski oraz ośmiokrotny medalista torowych mistrzostw świata.

## Kariera
Pierwszy sukces w karierze Robert Van Lancker osiągnął w 1967 roku, kiedy wspólnie z Danielem Goensem wywalczył brązowy medal w wyścigu tandemów podczas torowych mistrzostw świata w Amsterdamie. W tym samym składzie Belgowie zdobyli srebro na rozgrywanych rok później mistrzostwach świata w Montevideo, a indywidualnie Van Lancker zajął trzecie miejsce w sprincie indywidualnym amatorów, ulegając jedynie Włochowi Luigiemu Borghettiemu i Duńczykowi Nielsowi Fredborgowi. W 1968 roku Belg wystąpił także na igrzyskach olimpijskich w Meksyku, gdzie razem z Goensem zdobył brąz w tandemach, a rywalizację w sprincie zakończył już w eliminacjach. Od 1969 roku startował jako zawodowiec, największe sukcesy odnosząc w sprincie indywidualnym. W konkurencji tej zdobył pięć medali mistrzostw świata: złote podczas MŚ w Marsylii (1972) i MŚ w San Sebastián (1973), srebrne na MŚ w Antwerpii (1969) i MŚ w Varese (1971) oraz brązowy na MŚ w Montrealu (1974). Wielokrotnie zdobywał medale torowych mistrzostw Belgii, w tym dziesięć złotych. Startował także w wyścigach szosowych, ale bez większych sukcesów.